# Groupe d'artillerie coloniale de Diégo-Suarez
Le groupe d'artillerie coloniale de Diégo-Suarez (GACDS) est une unité des troupes coloniales françaises. Elle est chargée de la défense de la baie de Diégo-Suarez à l'époque de la colonie de Madagascar.

## Création et différentes dénominations
- 1898 : création de la 4e batterie d'artillerie de marine à pied
- 1901 : devient Ier groupe d'artillerie coloniale de Madagascar
- 1903 : devient Ier groupe du régiment d'artillerie coloniale de l'Afrique orientale française
- 1904 : le régiment d'artillerie coloniale de l'Afrique orientale française est renommé 7e régiment d'artillerie coloniale (I/7e RAC)
- 1921 : devient groupe autonome d'artillerie coloniale de Diégo-Suarez (GAACDS)
- 1939 : forme le groupe d'artillerie coloniale de Diégo-Suarez et le groupe d'artillerie de côte et de DCA de Diégo-Suarez
- 1942 : disparait au combat
- 1944-1945 : recréé comme batterie de côte de Diégo-Suarez
- 1945 : devient groupe d'artillerie coloniale de côte de Diégo-Suarez
- 1950 : dissous

## Historique

### Création, Première Guerre mondiale et entre-deux-guerres
Le Ier groupe d'artillerie de Madagascar est formé le 14 août 1901 à partir de la 4e batterie d'artillerie de marine à pied elle-même formée en 1898. Il compte trois batteries d'artillerie à pied. En plus du IIe groupe stationné dans l'Emyrne, un IIIe groupe de deux batteries montées est créé l'année suivante à Diégo-Suarez.
Les trois groupes sont rattachés le 19 septembre 1903 au régiment d'artillerie coloniale d'Afrique orientale française, qui prend le nom de 7e régiment d'artillerie coloniale le 1er janvier 1904.
Le 1er juin 1921, le 7e régiment d'artillerie coloniale est dissous et le Ier groupe devient autonome, prenant le nom de groupe autonome d'artillerie coloniale de Diégo-Suarez. Il est constitué de trois batteries.

### Seconde Guerre mondiale
Au début de la Seconde Guerre mondiale, le groupe d'artillerie coloniale de Diégo-Suarez est stationné à Antsirane (la ville de Diégo-Suarez), à Sakaramy et à Orangéa (ceb). Après la mobilisation, le groupe se dédouble et en un groupe d'artillerie de campagne et un groupe d'artillerie de côte et DCA (groupe d'artillerie coloniale de Diégo-Suarez et groupe d'artillerie de côte et de DCA de Diégo-Suarez).
En 1942, le groupe d'artillerie de campagne compte deux batteries mobiles de 75 mm, une section antichar de également équipée de 75 mm et une section de 65 mm portés sur camions. Le groupe d'artillerie de côte et de DCA sert :
- Quatre canons de 320 mm modèle 1870-81[9] au Cap Miné (ceb),
- Quatre canons de 240 mm modèle 1870[9] à la pointe d'Andrahompotsy (ceb),
- Quatre canons de 164 mm modèle 1893-96 (cote 84[10]) et quatre canons de 105 mm modèle 1897-17 (Poste optique[11]) à Orangéa,
- Quatre canons de 138 mm modèle 1917[11] au Windsor Castle (baie du Courrier),
- Deux canons antiaériens de 90 mm (CCA)[11] à la Pointe du Lazaret,
- Une section de mitrailleuses antiaériennes de 13,2 mm au nord-est de la baie des amis.

Les deux groupes sont capturés du 5 au 8 mai 1942 lors des premiers combats de la bataille de Madagascar.

### Après 1945
Recréé en 1944 sous le nom de batterie de côte de Diégo-Suarez,, le groupe est recréé le 1er juillet ou le 1er octobre 1945 sous le nom de groupe d'artillerie coloniale de côte de Diégo-Suarez. Toujours chargé de la défense de la baie, il est équipé de pièces de côte et de défense antiaérienne. Il est dissous le 31 mars 1950.